# Atentados de ETA en los Países Bajos
Entre 1989 y 1990, la organización terrorista Euskadi Ta Askatasuna (ETA) cometió varios atentados con bomba contra consulados y sedes de empresas de España en los Países Bajos, que fueron considerados entonces los ataques con artefactos explosivos más intensos en el país desde la Segunda Guerra Mundial.
- La Haya, 24 de octubre de 1989: el coche del cónsul español Luis Javier Gil Catalina es hecho estallar por una bomba. No se producen heridos.[2]
- La Haya, 27 de octubre de 1989: dos bombas detonan en oficinas comerciales y de empleo de empresas españolas en Patijnlaan y Riouwstraat.[3]
- La Haya, 6 de diciembre de 1989: la casa del embajador español Manuel María Sassot y Cañadas, situada en Lange Voorhout, es dañada por dos granadas que se cree que fueron lanzadas desde el techo de un automóvil.[3][4]
- Ámsterdam, 30 de junio de 1990: atentado con explosivos contra un edificio de oficinas en Overtoom donde tenía su sede la aerolínea Iberia. No se produjeron heridos pero sí daños materiales.[5]
- Ámsterdam, 8 de julio de 1990: una bomba explota en una sucursal del Banco de Bilbao-Vizcaya en Herengracht, afectando a la fachada del edificio. Tres personas resultaron heridas por el alcance de los cristales rotos.[6]

Contrariamente al proceder habitual de ETA, la organización no reivindicó de inmediato los atentados. El ataque a la casa del embajador español motivó que las autoridades de aquel país reclamasen una mayor protección para sus diplomáticos al Gobierno neerlandés de Ruud Lubbers, que reaccionó desplegando un dispositivo especial de seguridad en torno a las misiones diplomáticas de España. El 24 de julio de 1990 ETA se atribuyó la responsabilidad de los atentados de Ámsterdam.